# Rysensteen Gymnasium
Rysensteen Gymnasium ist ein Gymnasium in Kopenhagen.
Das Gymnasium wurde ursprünglich 1881 als Laura Engelhardts Skole gegründet. Die damalige reine Mädchenschule befand sich in der Stormgade 16 nahe dem Holsteins Palæ, dem ehemaligen Haus des Statens Naturhistoriske Museum. 1895 zog es in die Rysensteensgade 3, wo es schließlich 1919 vom Staat übernommen und zum Rysensteen Gymnasium umbenannt wurde. Einen letzten Umzug gab es 1932 zur Tietgensgade 74, der heutigen Adresse der Schule. Seit 1958 gibt es koedukativen Unterricht.
Das Hauptgebäude wurde 2002 umfassend saniert. Wegen Platzmangels wurden 2003 ein neuer Musikraum gebaut und 2011 in der Nähe gelegene Räume, in der Den Hvide Kødby, für den Unterricht angemietet.

## Partnerschaften
- Heinrich-Heine-Gymnasium (Dortmund), seit 1988

## Rektoren
- 1881–1919: Laura Engelhardt
- 1919–1931: Maria Nielsen
- 1931–1950: Anne Marie Bo
- 1950–1963: Aagot Lading
- 1963–1970: Svend Atke
- 1970–1994: Birthe Christensen
- 1994–1999: Johannes Nymark
- seit 1999: Gitte Harding Transbøl

## Bekannte Absolventen
- Bodil Udsen (1925–2008), Schauspielerin
- Sine Larsen (1943–2025), Chemikerin und Wissenschaftsmanagerin
- Karen Jespersen (* 1947), Journalistin und Politikerin
- Naser Khader (* 1963), Politiker
- Lars Ranthe (* 1969), Schauspieler